# Breg pri Kočevju
Breg pri Kočevju je naselje u slovenskoj Općini Kočevju. Breg pri Kočevju se nalazi u pokrajini Dolenjskoj i statističkoj regiji Jugoistočnoj Sloveniji. 

## Stanovništvo
Prema popisu stanovništva iz 2002. godine naselje je imalo 336 stanovnika.